# اسمعیل‌آباد شورقلعه پایین
اسمعیل‌آباد شورقلعه پایین، روستایی از توابع بخش چهارباغ شهرستان ساوجبلاغ در استان البرز ایران است.
این روستا به علت مجاورت با منطقه آزاد فرودگاه بین المللی پیام و سازمان هوا فضا دارای جاده هایی با کیفیت و دسترسی خوب میباشد.
قیمت زمین های این منطقه به علت ساخت ساز و آبادانی و توسعه و جاده های مناسب و آسفالت به سرعت رو به افزایش است و محلی جهت ساخت ویلا برای اهالی تهران و کرج میباشد  .
این روستا دارای آب و هوایی خنک تر و معتدل تر از تهران و کرج میباشد.
تپه باستانی و کاروانسرا و غار های باستانی از آثار توریستی این منطفه میباشد.
این منطقه به علت داشتن دشت هایی با پستی و بلندی مناسب محلی جهت ورزش های آفرودی میباشد.

## جمعیت
این روستا در دهستان چهاردانگه قرار دارد و براساس سرشماری مرکز آمار ایران در سال ۱۳۸۵، جمعیت آن ۲۶۳ نفر (۶۶خانوار) بوده‌است.